# Augustus Frederick, 1. Duke of Sussex

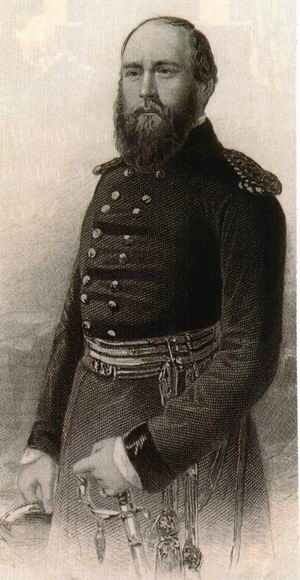
August Friedrich, 1. Duke of Sussex

August Friedrich, 1. Duke of Sussex (* 27. Januar 1773 im Buckingham Palace, London; † 21. April 1843 im Kensington Palace, London) war ein britischer Prinz.

## Leben

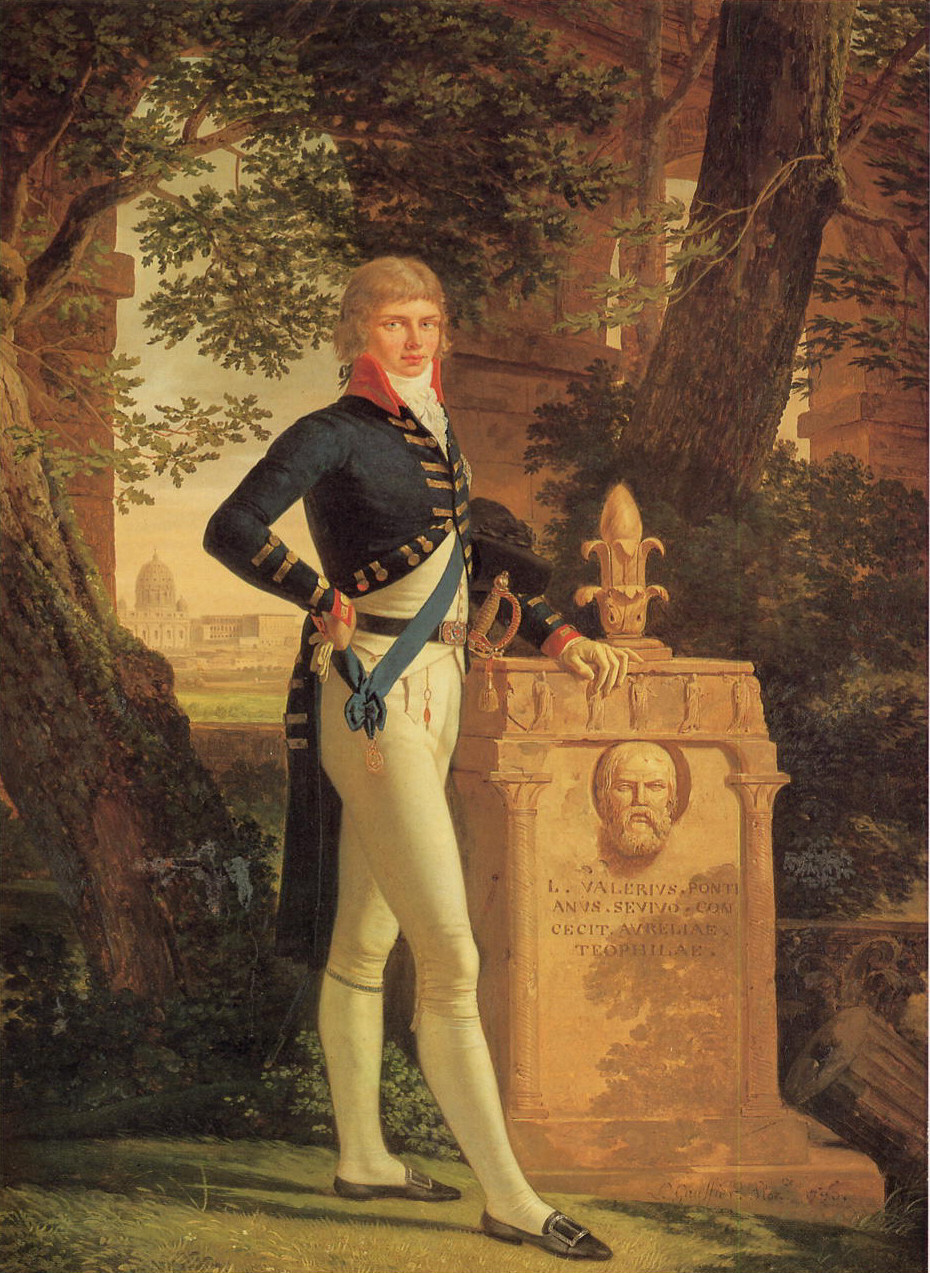
Porträt aus dem Jahr 1793 von Louis Gauffier

Wappen von August Friedrich, 1. Duke of Sussex

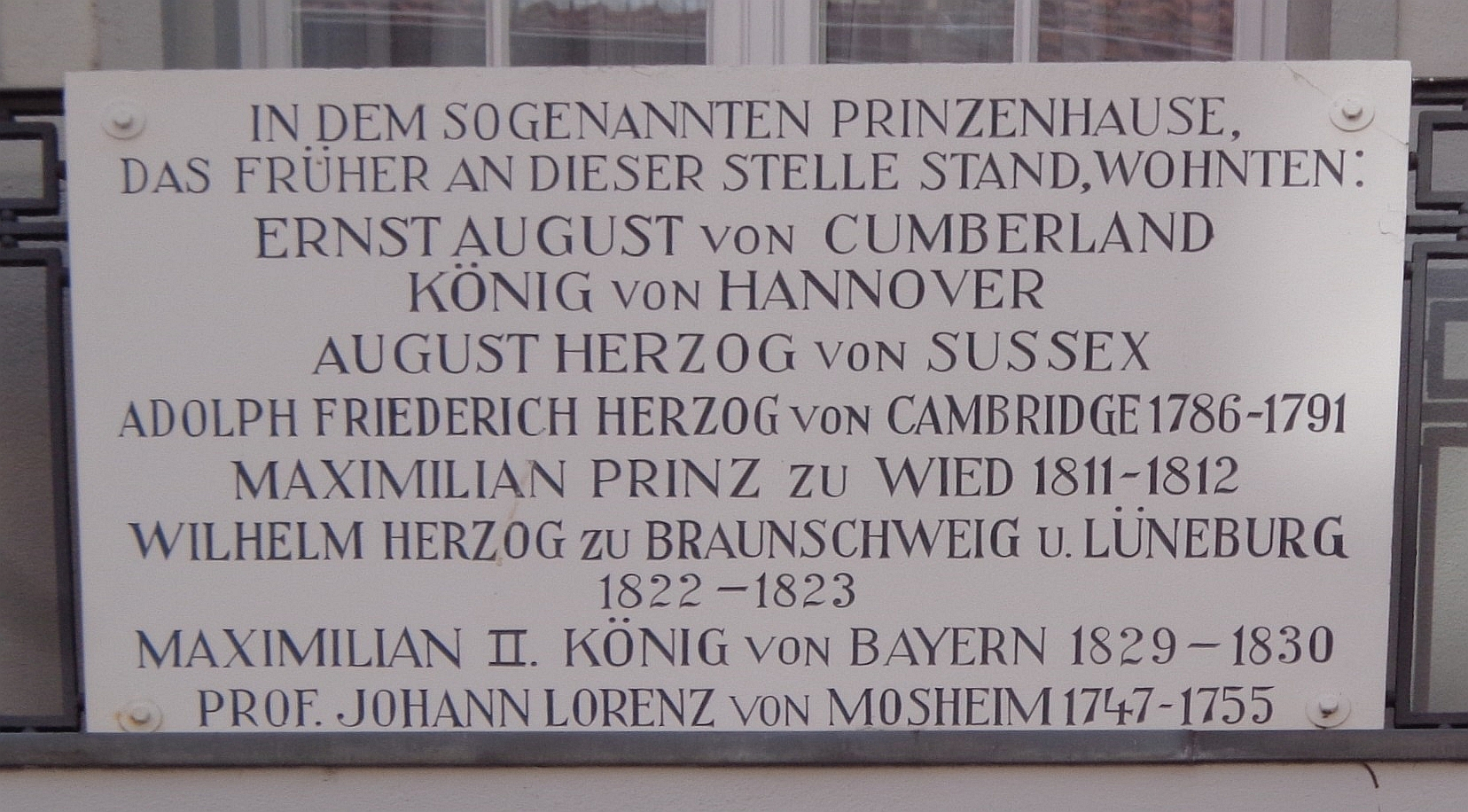
Göttingen, Erinnerungstafel für das frühere Prinzenhaus und seine bekannten Gäste

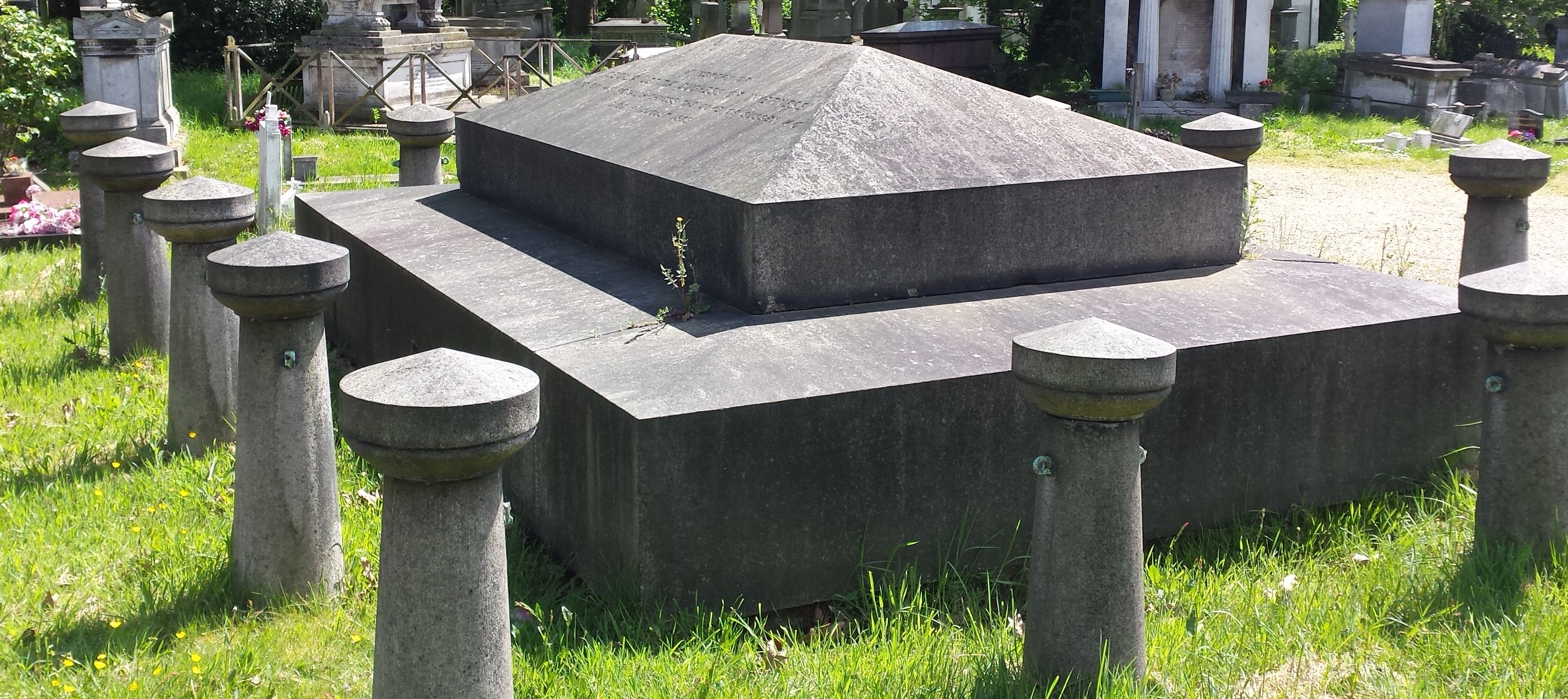
Grab von August Friedrich, 1. Duke of Sussex

Er war der sechste Sohn von König Georg III. von Großbritannien und Irland und Sophie Charlotte von Mecklenburg-Strelitz.
Am 4. April 1793 heiratete er die Tochter des schottischen Adligen John Murray, 4. Earl of Dunmore, Lady Augusta Murray (1768–1830) ohne Wissen beider Eltern. Sein ehemaliger Kommilitone an der Universität Göttingen Ernst Friedrich Herbert zu Münster holte die beiden im Auftrag des englischen Hofs von Rom nach London. Obgleich die Ehe im folgenden Jahr annulliert wurde, lebten beide noch bis 1801 zusammen. Die Kinder aus dieser dem Royal Marriages Act widersprechenden Ehe, die weder britischer Prinz bzw. Prinzessin, noch braunschweigisch-lüneburgischer Herzog bzw. Herzogin wurden und deren Stammname „d'Este“ wurde, waren:
- Sir Augustus Frederick d’Este (1794–1848);
- Auguste Emma d’Este (1801–1866) ⚭ Thomas Wilde, 1. Baron Truro.

1794 wurde er erneut außer Landes gesandt, und zwar unter Begleitung durch Münster nach Italien, wo beide für die nächsten fünf Jahre an wechselnden Orten Kunst und Kultur des Landes studierten, aber auch an den Höfen Italiens Beziehungen pflegten. Am 27. November 1801 wurden ihm in der Peerage of the United Kingdom die erblichen Adelstitel Duke of Sussex, Earl of Inverness und Baron Arklow verliehen. 1813 wurde er zum ersten Großmeister der United Grand Lodge of England gewählt. Dieses Amt hatte er bis zu seinem Tod 1843 inne. Von 1830 bis 1838 war er Präsident der Royal Society in London. Im Jahr 1830 ernannte ihn die Bayerische Akademie der Wissenschaften zu ihrem Ehrenmitglied. Seit 1831 war er ebenfalls Ehrenmitglied (Honorary Fellow) der Royal Society of Edinburgh. Auf Vorschlag von Alexander von Humboldt ließ er ab 1836 weltweit geomagnetische Stationen einrichten. Nach Augustas Tod heiratete er am 2. Mai 1831 in zweiter Ehe Lady Cecilia Buggin (1793–1873), Tochter des Arthur Gore, 2. Earl of Arran und Witwe des Sir George Buggin, die 1840 zur Duchess of Inverness erhoben wurde. Die Ehe blieb kinderlos. 1837 wurde er zum Captain-General des Traditionsregiments Honourable Artillery Company ernannt, im Gegensatz zu seinen Brüdern machte er aber keine Karriere bei Army oder Navy.
Er starb am 21. April 1843 und wurde am 5. Mai 1843 auf dem Kensal Green Cemetery beigesetzt, ebenso wie seine zweite Gemahlin nach ihrem Tod 1873. Da er keinen legitimen Erben hinterließ, erloschen seine Adelstitel bei seinem Tod.

## Ahnentafel
| Ahnentafel Augustus Frederick, Duke of Sussex | Ahnentafel Augustus Frederick, Duke of Sussex                                             | Ahnentafel Augustus Frederick, Duke of Sussex                                                                  | Ahnentafel Augustus Frederick, Duke of Sussex                                                                           | Ahnentafel Augustus Frederick, Duke of Sussex                                                                       | Ahnentafel Augustus Frederick, Duke of Sussex                                                                           | Ahnentafel Augustus Frederick, Duke of Sussex                                                                                | Ahnentafel Augustus Frederick, Duke of Sussex                                                                          | Ahnentafel Augustus Frederick, Duke of Sussex                                                                          |
| --------------------------------------------- | ----------------------------------------------------------------------------------------- | --- | --- | --- | --- | --- | --- | --- |
| Urur- groß- eltern                            | König Georg I. (1660–1727) ⚭ 1682 Sophie Dorothea von Braunschweig-Lüneburg (1666–1726)   | Markgraf Johann Friedrich von Brandenburg-Ansbach (1654–1686) ⚭ 1681 Eleonore von Sachsen-Eisenach (1662–1696) | Herzog Friedrich I. von Sachsen-Gotha-Altenburg (1646–1691) ⚭ 1669 Magdalena Sibylle von Sachsen-Weißenfels (1648–1681) | Fürst Karl Wilhelm von Anhalt-Zerbst (1652–1718) ⚭ 1676 Sophia von Sachsen-Weißenfels (1654–1724)                   | Herzog Adolf Friedrich I. von Mecklenburg (1588–1658) ⚭ 1635 Marie Katharina von Braunschweig-Dannenberg (1616–1665)    | Fürst Christian Wilhelm von Schwarzburg-Sondershausen (1647–1721) ⚭ 1673 Antonie Sibylle von Barby und Mühlingen (1641–1684) | Herzog Ernst von Sachsen-Hildburghausen (1655–1715) ⚭ 1680 Sophia Henriette von Waldeck (1662–1702)                    | Graf Georg Ludwig I. von Erbach-Erbach (1643–1693) ⚭ 1664 Gräfin Amalia Katharina von Waldeck-Eisenberg (1640–1697)    |
| Ur- groß- eltern                              | König Georg II. (1683–1760) ⚭ 1705 Caroline von Brandenburg-Ansbach (1683–1737)           | König Georg II. (1683–1760) ⚭ 1705 Caroline von Brandenburg-Ansbach (1683–1737)                                | Herzog Friedrich II. von Sachsen-Gotha-Altenburg (1676–1732) ⚭ 1696 Magdalena Augusta von Anhalt-Zerbst (1679–1740)     | Herzog Friedrich II. von Sachsen-Gotha-Altenburg (1676–1732) ⚭ 1696 Magdalena Augusta von Anhalt-Zerbst (1679–1740) | Herzog Adolf Friedrich II. von Mecklenburg-Strelitz (1658–1708) ⚭ 1705 Emilie von Schwarzburg-Sondershausen (1681–1751) | Herzog Adolf Friedrich II. von Mecklenburg-Strelitz (1658–1708) ⚭ 1705 Emilie von Schwarzburg-Sondershausen (1681–1751)      | Herzog Ernst Friedrich I. von Sachsen-Hildburghausen (1681–1724) ⚭ 1704 Sophia Albertine von Erbach-Erbach (1683–1742) | Herzog Ernst Friedrich I. von Sachsen-Hildburghausen (1681–1724) ⚭ 1704 Sophia Albertine von Erbach-Erbach (1683–1742) |
| Groß- eltern                                  | Prinz Friedrich Ludwig (1707–1751) ⚭ 1736 Augusta von Sachsen-Gotha-Altenburg (1719–1772) | Prinz Friedrich Ludwig (1707–1751) ⚭ 1736 Augusta von Sachsen-Gotha-Altenburg (1719–1772)                      | Prinz Friedrich Ludwig (1707–1751) ⚭ 1736 Augusta von Sachsen-Gotha-Altenburg (1719–1772)                               | Prinz Friedrich Ludwig (1707–1751) ⚭ 1736 Augusta von Sachsen-Gotha-Altenburg (1719–1772)                           | Herzog Karl zu Mecklenburg (1708–1752) ⚭ 1735 Elisabeth Albertine von Sachsen-Hildburghausen (1713–1761)                | Herzog Karl zu Mecklenburg (1708–1752) ⚭ 1735 Elisabeth Albertine von Sachsen-Hildburghausen (1713–1761)                     | Herzog Karl zu Mecklenburg (1708–1752) ⚭ 1735 Elisabeth Albertine von Sachsen-Hildburghausen (1713–1761)               | Herzog Karl zu Mecklenburg (1708–1752) ⚭ 1735 Elisabeth Albertine von Sachsen-Hildburghausen (1713–1761)               |
| Eltern                                        | König Georg III. (1738–1820) ⚭ 1761 Sophie Charlotte von Mecklenburg-Strelitz (1744–1818) | König Georg III. (1738–1820) ⚭ 1761 Sophie Charlotte von Mecklenburg-Strelitz (1744–1818)                      | König Georg III. (1738–1820) ⚭ 1761 Sophie Charlotte von Mecklenburg-Strelitz (1744–1818)                               | König Georg III. (1738–1820) ⚭ 1761 Sophie Charlotte von Mecklenburg-Strelitz (1744–1818)                           | König Georg III. (1738–1820) ⚭ 1761 Sophie Charlotte von Mecklenburg-Strelitz (1744–1818)                               | König Georg III. (1738–1820) ⚭ 1761 Sophie Charlotte von Mecklenburg-Strelitz (1744–1818)                                    | König Georg III. (1738–1820) ⚭ 1761 Sophie Charlotte von Mecklenburg-Strelitz (1744–1818)                              | König Georg III. (1738–1820) ⚭ 1761 Sophie Charlotte von Mecklenburg-Strelitz (1744–1818)                              |
| Augustus Frederick, Duke of Sussex            |                                                                                           | | | | | | | |